# Ayacucho (Buenos Aires)
Ayacucho é uma localidade do Partido de Ayacucho na Província de Buenos Aires, na Argentina. Sua população estimada em 2001 era de 16.444 habitantes.